# 앨빈과 프랑켄슈타인
《앨빈과 프랑켄슈타인》(영어: Alvin and the Chipmunks Meet Frankenstein)는 1999년 공개된 미국의 애니메이션 영화이다.